# Susan Fenimore Cooper
Susan Fenimore Cooper   (Mamaroneck, 17 d'abril de 1813 - Cooperstown, 31 de desembre de 1894) fou una escriptora i naturalista nord-americana. És considerada pionera de la literatura que reivindica l'ecologisme i la sostenibilitat gràcies al seu llibre Diari Rural. També va fundar un orfenat a Cooperstown, Nova York i el va convertir en una organització benèfica de molt èxit.

## Biografia
Primers anys, educació i treball solidari
Susan Fenimore Cooper va néixer el 1813 a Mamaroneck, Nova York, filla del novel·lista James Fenimore Cooper i de Susan Augusta DeLancey.
Entre 1826 i 1833 Cooper va estudiar en diverses escoles europees donat que la família anava canviant de ciutat. Cooper viatjà també amb el seu pare i l'ajudava a documentar i organitzar les seves redaccions i notes. Així, doncs, bona part de la seva vida va estar dedicada a ell, que la va animar cap a les arts i l'escriptura.

## Escriptora

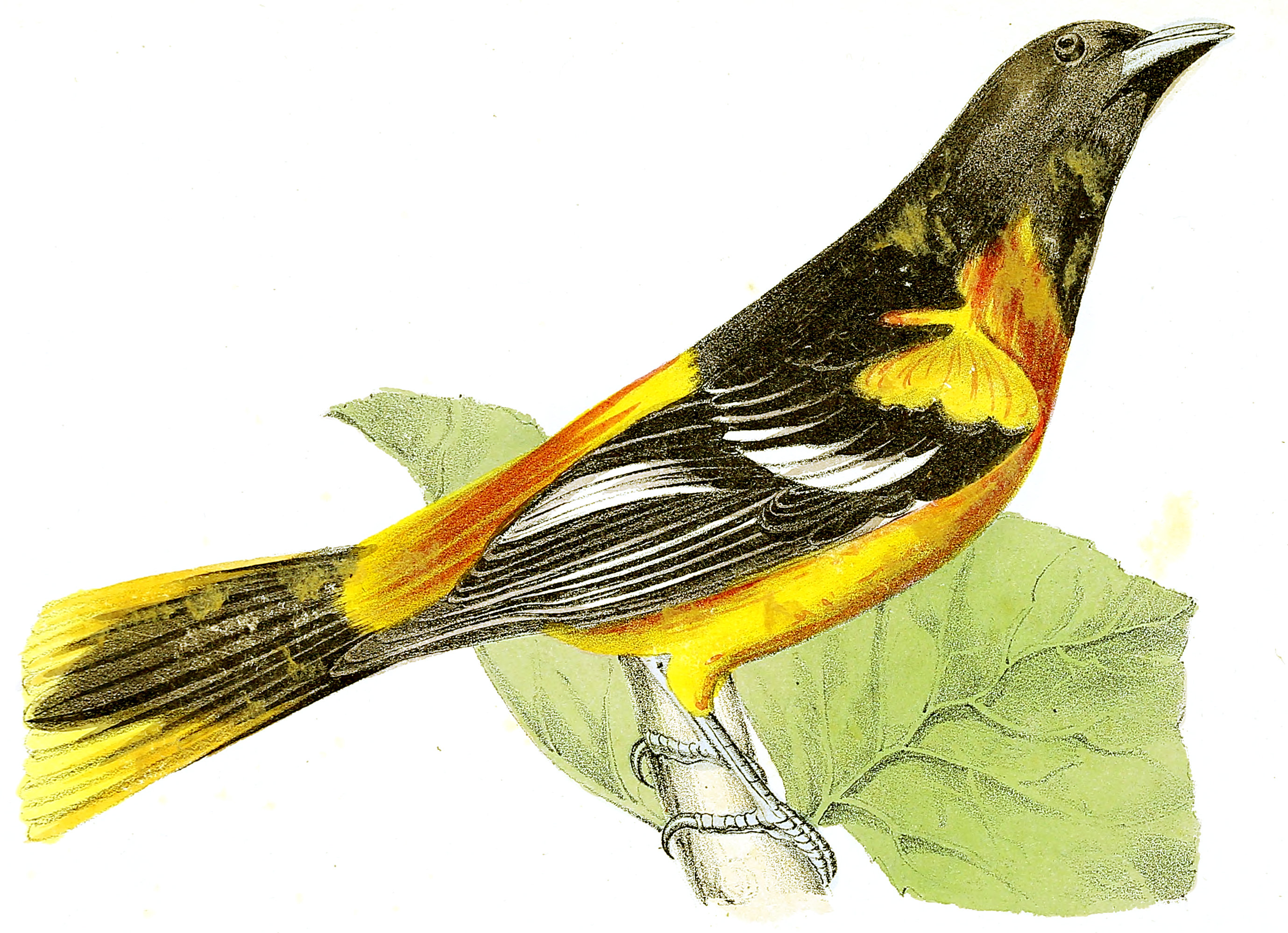
Aquarel·la d'oriol daurat, de Susan Fenimore Cooper, de Rural Hours, 1851.

Cooper va ser una escriptora que va publicar sobre temes diversos, però realment se la recorda com a escriptora de naturalesa.
Va iniciar les publicacions al 1845 amb una novel·la, Elinor Wyllys o The Young Folk of Longbridge, sota el pseudònim d'Amabel Penfeather.
Va redactar un diari que va ser la base del seu segon llibre, Diari Rural (Rural Hours), al 1850 i que va publicar de manera anònima signat-lo "per una dama". Oferia un relat agut de la vida rural a Nova York.
Cooper va escriure molts més assaigs, i va editar dos volums més sobre la vida rural, com ara Rima i Raó de la vida campestre (1854) i Rambles rurals (1854), però Diari Rural va ser el que va tenir més èxit, passant per nou edicions al llarg de gairebé quaranta anys. No obstant, el 1887 van publicar-lo de manera severament abreujada (el 40% del text està retallat), malgrat el desig de Cooper que es mantingués en la seva forma completa.
Diari Rural va ser un èxit notable per a Cooper perquè quan es va publicar no hi havia gaires dones que escrivissin sobre història natural. No va ser fins a finals del segle XIX quan l'escriptura d'història natural de les dones va prendre volada.
El que diferenciava Diari Rural dels llibres anteriors escrits pel seu pare i el seu avi va ser la notable atenció de Susan Cooper als detalls, la precisió en les observacions històriques naturals, i la crida explícita a la preservació dels boscos d'Otsego. Cal destacar que aquesta crida predictiva per a la preservació dels boscos es va publicar quatre anys abans de Walden, o la vida als boscos, catorze anys abans de L'home i la natura, de George Perkins Marsh; o Geografia Física Modificada per l'Acció Humana (1864), llibres altament reconeguts com  de les primeres crides a favor de la preservació dels boscos americans.
Cooper també va escriure un assaig en forma de carta sobre el sufragi femení.
En els darrers anys, a partir de la reedició de Diari Rural de 1998, Cooper va començar a obtenir el reconeixement com a escriptora significativa per dret propi.
Diari Rural en particular, ha estat anomenada la "primera obra important de no-ficció literària ambiental d'una escriptora nord-americana, tant una font com una rival de Walden de Thoreau". Aquest llibre va tenir sis edicions i la darrera és de l'any 1887; es va formar a través d'un diari portat per Cooper i incloïa llargues discussions sobre la natura, dibuixos d'ocells nadius de la seva zona d'habitatge, així com flors i altres plantes. Tant Susan com les seves obres eren úniques per a la seva època; aquest llibre era gairebé científic amb els seus detalls descriptius dels exemplars que va estudiar, tant visualment com lingualment. Tenia coneixements bàsics de botànica i va passar una gran part de la seva vida en activitats benèfiques.
Tot i que Cooper era considerada un aficionada, Diari Rural va cridar l'atenció del científic Charles Darwin i de l'autor Henry David Thoreau. En una carta a Asa Gray, Darwin va escriure: "Parlant de llibres, estic enmig d'un que m'agrada..."Miss Cooper's, Journal of a Naturalist". Qui és ella? Sembla una dona molt intel·ligent i fa una explicació capital de la batalla entre les nostres i les teves males herbes”.
Segons un diari conservat per Henry David Thoreau, va llegir una part de Diari Rural i l'evidència circumstancial suggereix que alguns dels passatges més memorables del llibre de Thoreau de 1854, Walden, podrien haver estat suggerits per diversos passatges de Cooper sobre lloms, baies silvestres, la percepció percebuda. sense fons del llac i el trencament estacional del gel.
Com a col·laboradora del seu pare va editar Pages and Pictures, a partir dels Writings of James Fenimore Cooper (1861). També va escriure articles de revista sobre el seu pare i la biografia William West Skiles, a Sketch of Missionary Life in Valle Crucis in Western North Carolina, 1842–1862 (1890).

## Il·lustradora
Cooper va mostrar un gran interès per l'art i el va estudiar a Europa. Si bé alguns escriptors d'avui, com Jack Kramer, afirmen que les làmines de l'edició il·lustrada de Diari Rural eren de Cooper, no hi ha cap evidència en aquest sentit.

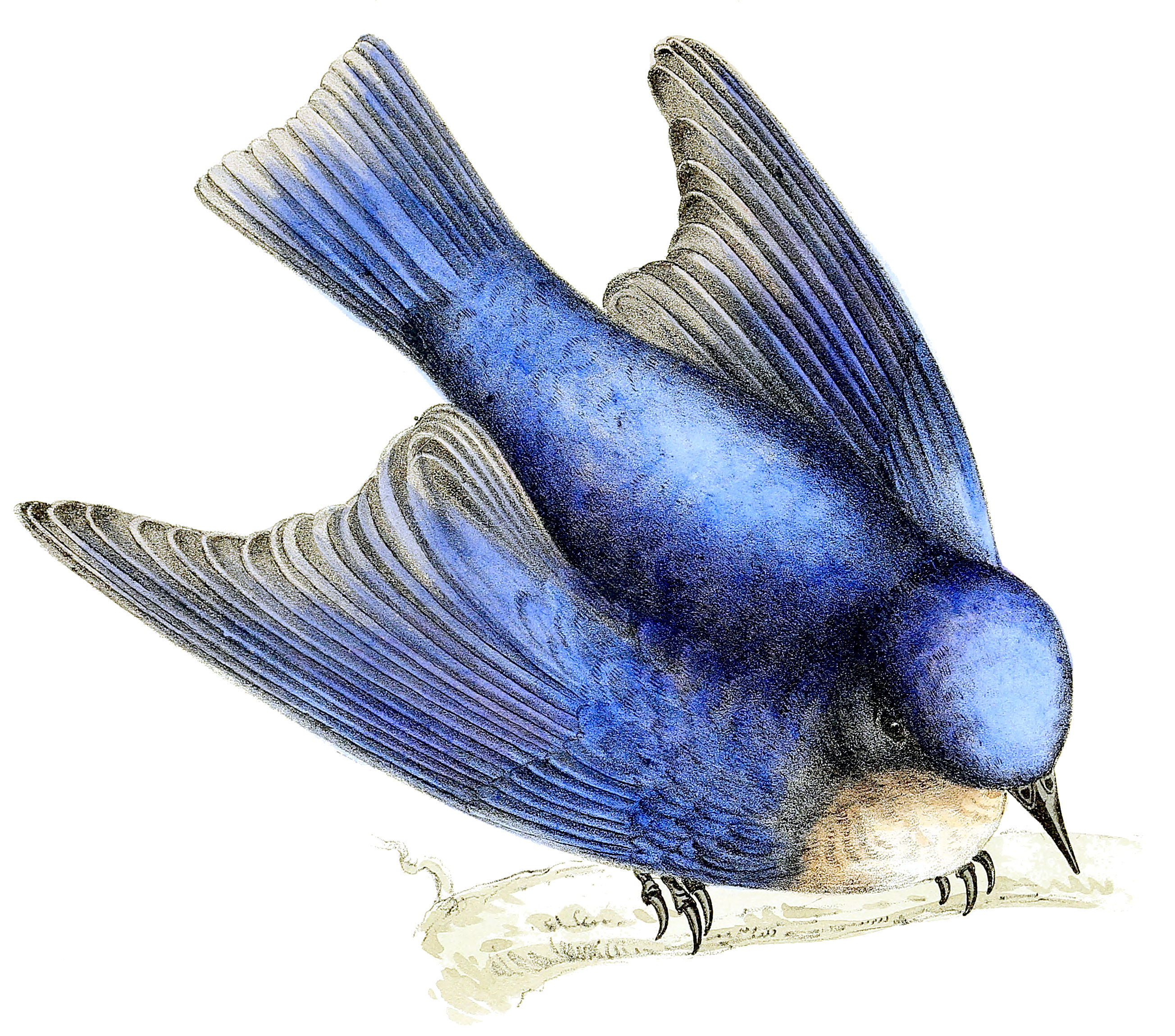
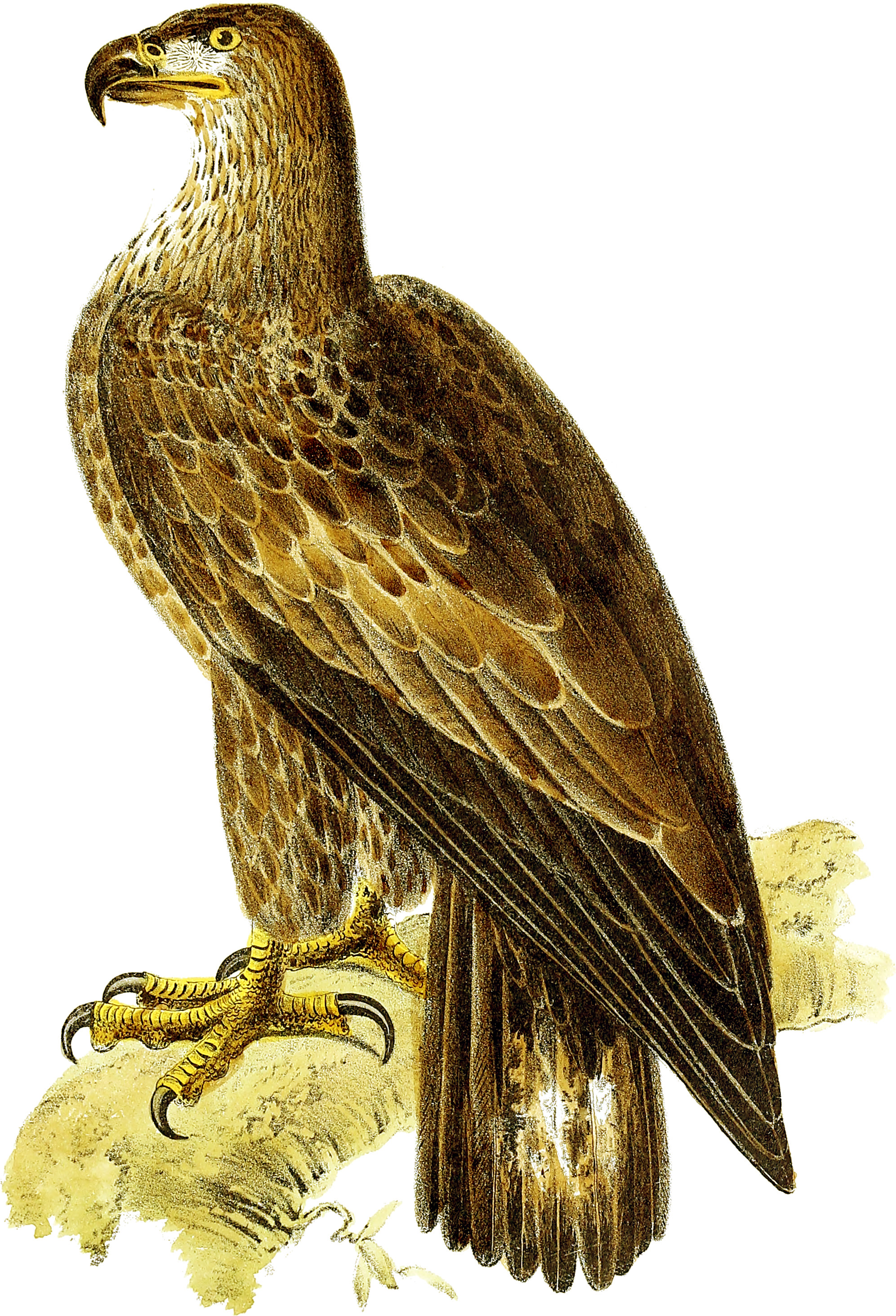
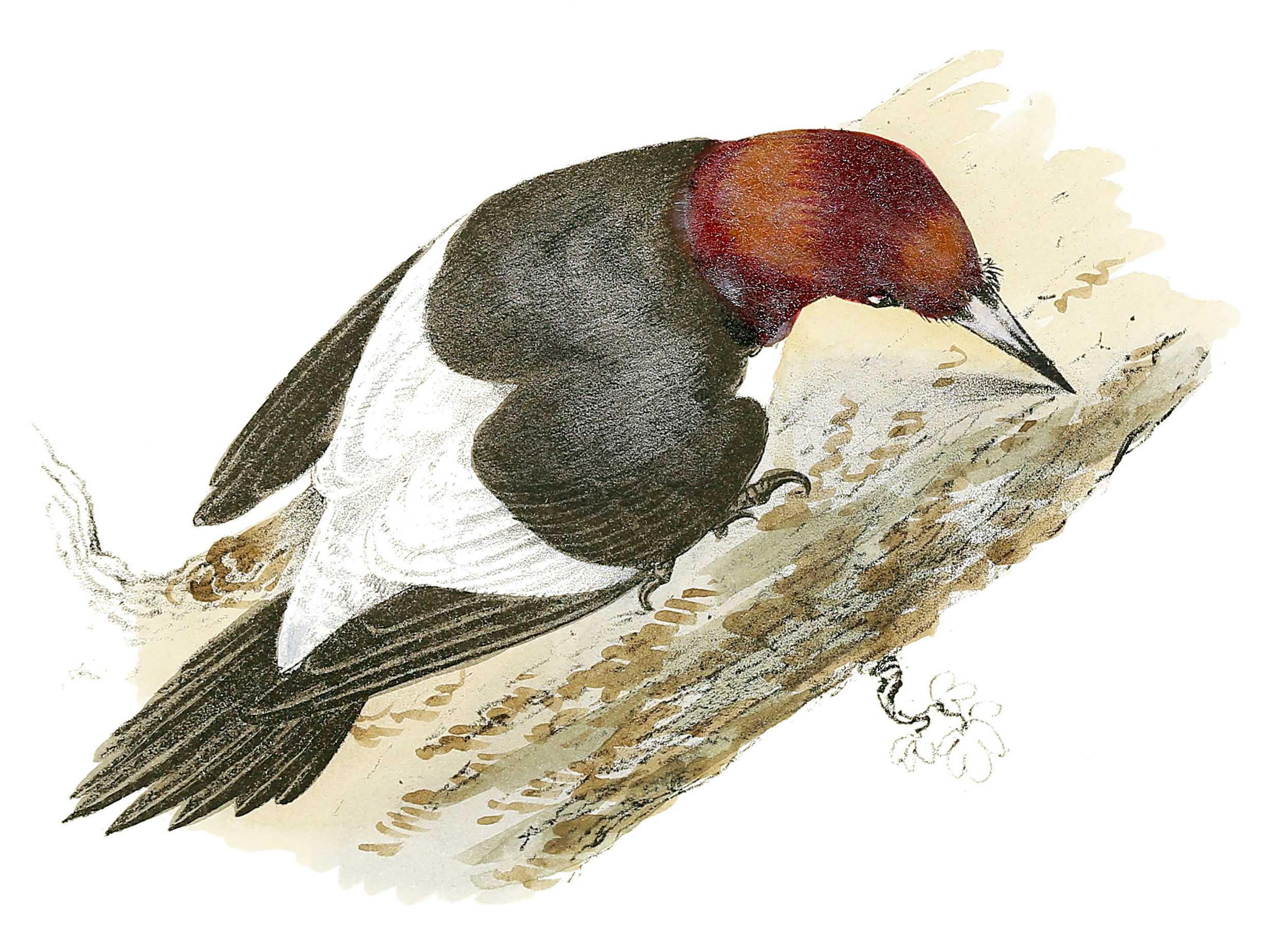
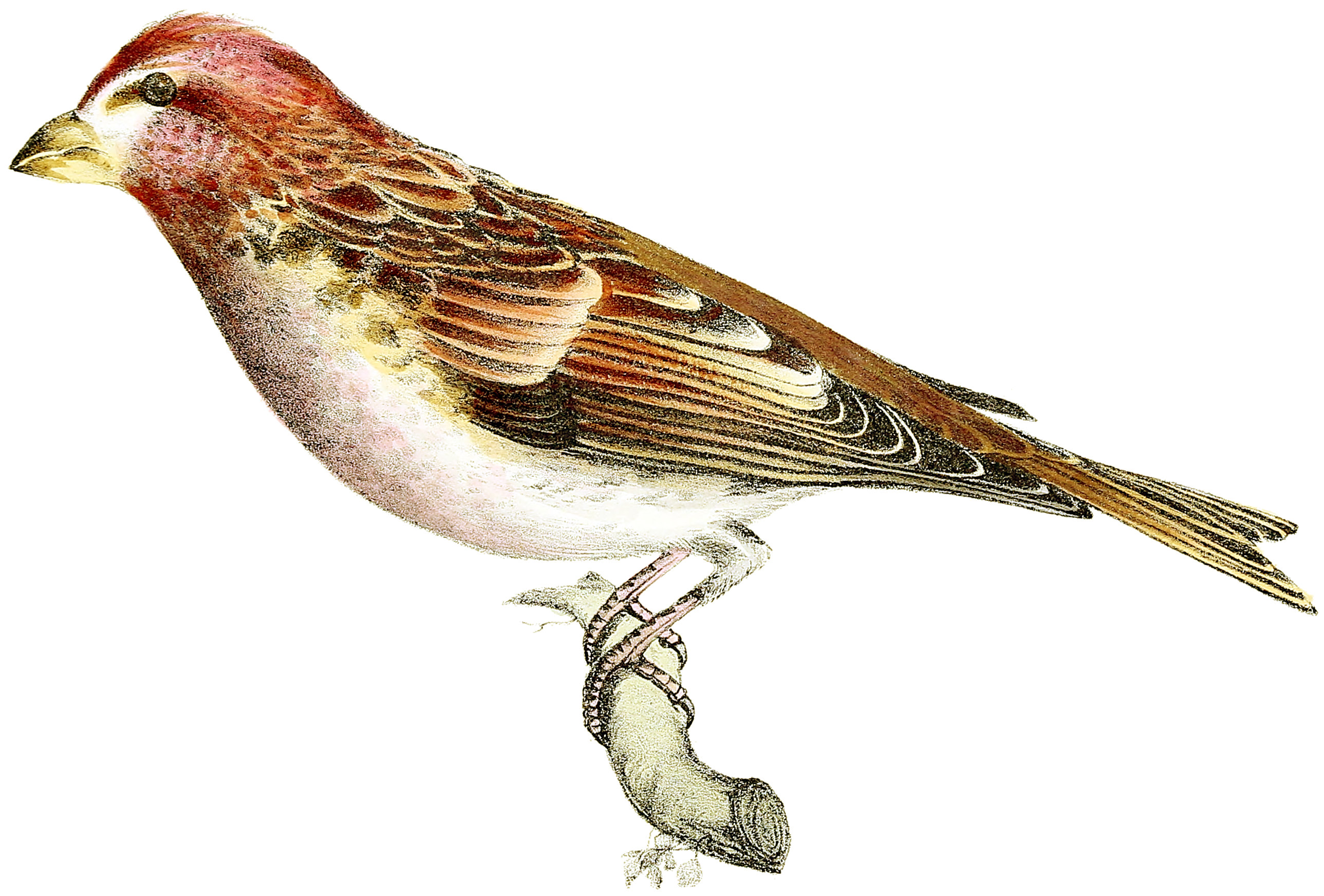
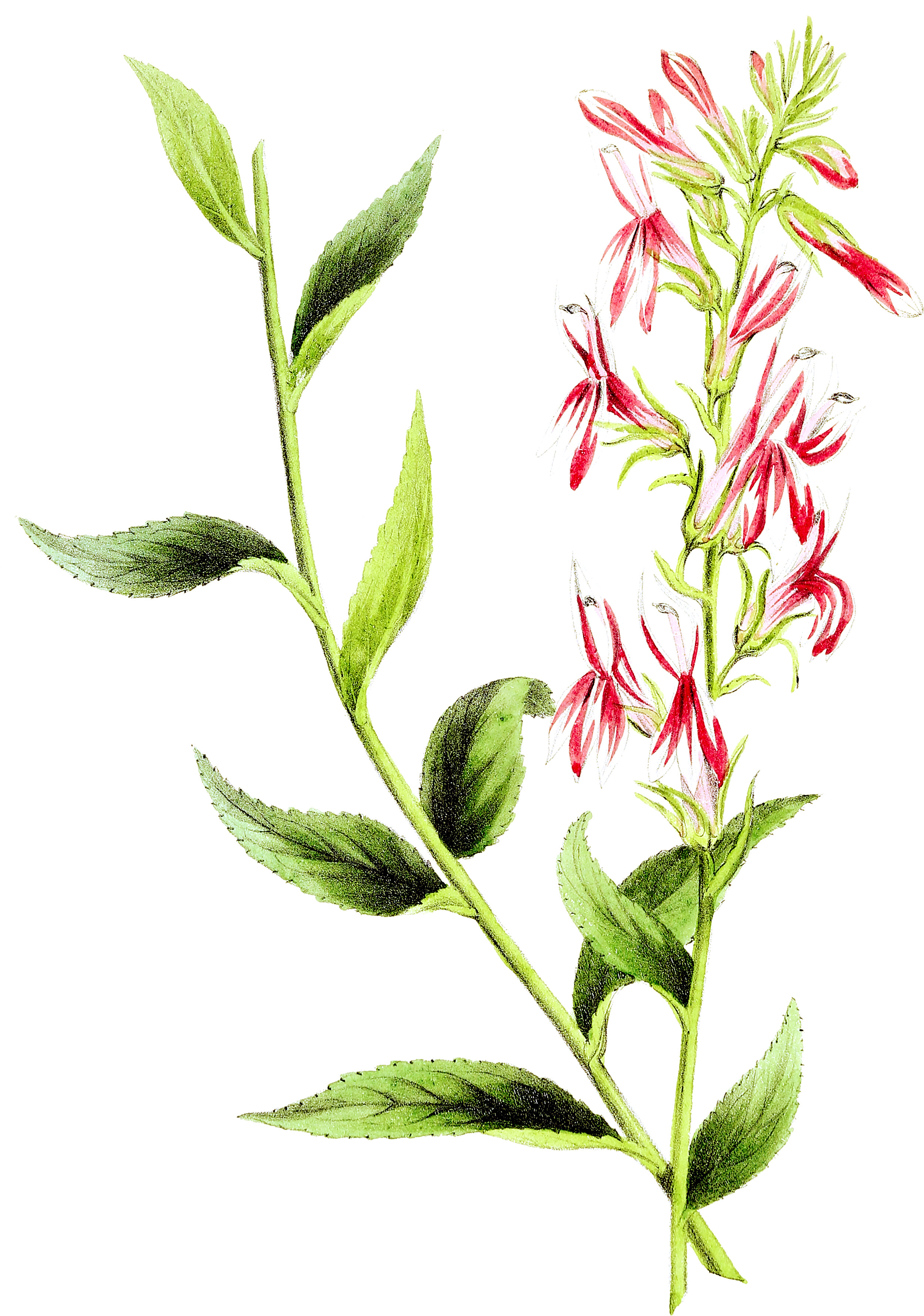
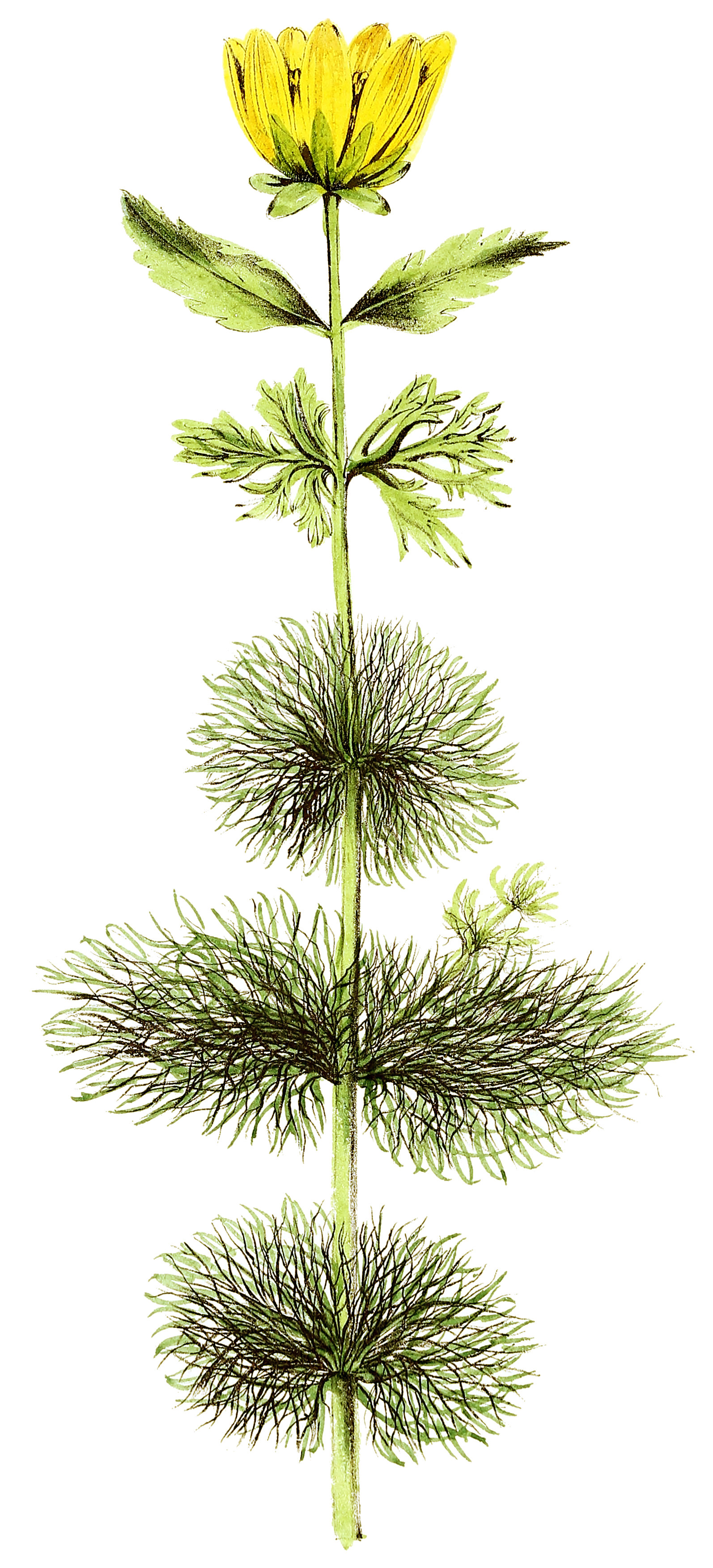
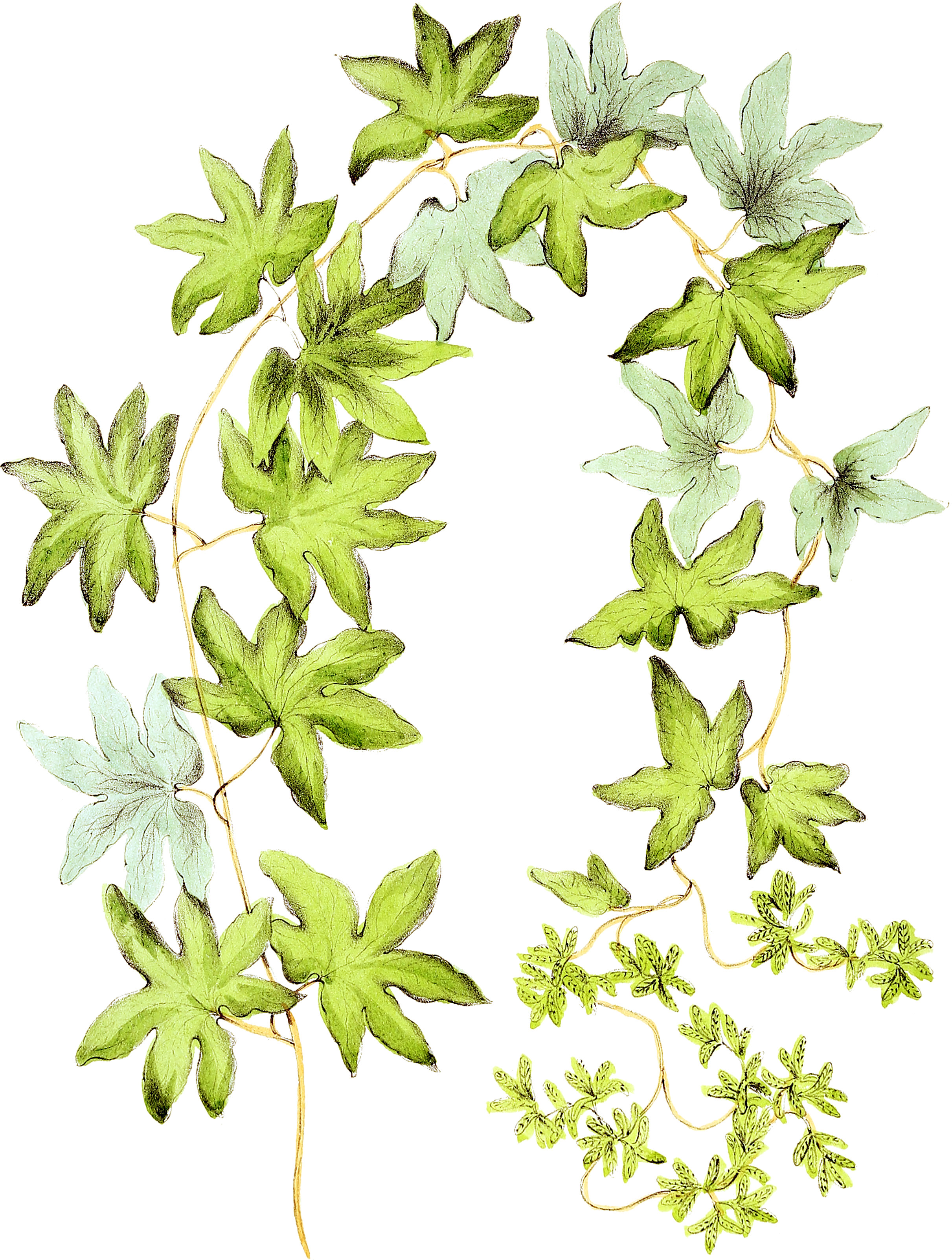

## Filantropa
Al 1868 va ser una de les fundadores de l'Hospital d'Acció de Gràcies.
El 1873, també va fundar un orfenat a Cooperstown, Nova York, la ciutat fundada pel seu avi patern, William Cooper, i on ella i la seva família havien viscut la major part de la seva vida adulta. Sota la seva superintendència, l'orfenat es va convertir en una pròspera institució benèfica. Es va començar en una casa modesta de manera petita amb cinc alumnes i van canviar d'edifici fins que l'any 1900 ja acollien noranta nens i nenes. Els orfes hi ingressaven quan eren molt joves, els alimentaven, els vestien i els donaven una educació bàsica. Quan eren prou grans, se'ls ajudava a trobar llocs en “bones famílies cristianes”.
El 1886 Cooper va establir The Friendly Society. Cada dona, en fer-se membre de la Societat, escollia una de les noies de l'orfenat per donar-li una atenció individualitzada.

## Vida personal
La casa que ella i la seva germana compartien es va construir principalment amb maons i materials procedents de les ruïnes de l'Otsego Hall de Cooperstown, que havia construït el seu avi patern i on també havien viscut els seus pares. Cooper mai es va casar ni va formar una família pròpia, però va poder convertir-se en una naturalista consumada de la seva època, malgrat la manca d'oportunitats per a les dones de publicar obres escrites o obres d'art durant aquest temps. Va morir mentre dormia, als 81 anys, a Cooperstown.

## Obra
- Elinor Wyllys – A Tale, una novel·la (ed. de James Fenimore Cooper). 1845. Londres: Richard Bentley
- Rural Hours, un diari de natura de Cooperstown, Nova York, 1850. Nova York: George Palmer Putnam .OCLC 428430990428430990.
- L'autògraf de Lumley (1851, assaig satíric)
- Country Rambles a Anglaterra; o, Journal of a Naturalist, escrit per John Leonard Knapp, Notes and Additions de Susan Fenimore Cooper (1853)

- The Journal of a Naturalist, edició anglesa de Rural Hours (1855)
- Mt. Vernon: una carta als nens d'Amèrica Arxivat 2016-12-25 a Wayback Machine. (1859)
- Sufragi femení: una carta a les dones cristianes d'Amèrica (1870)
- Rima i raó de la vida campestre (1885)
- Horari rural. Boston i Nova York: Houghton, Mifflin, 1887, a A Celebration of Women Writers